# Віталій Вовк
Віталій Вовк — президент і засновник «Всеукраїнської відкритої ліги змішаних єдиноборств Реал Файт Промоушен» (англ. Ukrainian open league of MMA Real Fight Promotion). Віталій Вовк також заснував серію турнірів по ММА «West Fight».

## Біографія
Віталій Вовк народився 7 липня 1972 року в місті Львів (Україна). В дитинстві і юності  активно займався, був членом збірних команд Львова і України з боксу. Також займався і виступав у змаганнях з кік-боксингу та рукопашного бою.
Вовк в 1995 році закінчив Національний університет «Львівська політехніка», а в 2010 році - Львівський державний університет фізичної культури.
У травні 2007 року Віталій Вовк у Львові створив бійцівський клуб «ВОВК». І в цьому ж році, у Львівському цирку, організував свій перший професійний турнір під назвою "West Fight".
У лютому 2008 року створений ним бійцівський клуб "ВОВК" був реорганізований в Федерацію панкратіону Львівської області.
Ключову роль у створенні «Реал Файт Промоушен» зіграла популяризація і розвиток ММА у світі.
В січні 2009 року у Львові Віталій Вовк зареєстрував «Реал Файт Промоушен». У вересні 2015 року зареєстрував «Всеукраїнську відкриту лігу змішаних єдиноборств Реал Файт Промоушен», де так само є беззмінним президентом.
У 2008 році Віталій Вовк написав методичний посібник і зняв навчальний фільм «АБЕТКА панкратіону» (синтез боротьби та кулачного бою). 
В 2009 році Вовк зібрав команду «RFP» яка стала віце-чемпіоном Першого клубного Чемпіонату України зі змішаних єдиноборств серед професіоналів «M-1 Selection Ukraine 2009».
Починаючи з 2007 року і по березень 2016 року Віталій Вовк був організатором більше 50-ти професійних турнірів в Україні і співорганізатором турнірів в Польщі та Словаччині.
Зараз Віталій Вовк інтенсивно проводити турніри серії «West Fight» по всій території України. Вже пройшло 21 турнір «West Fight» в таких містах як: Львів, Ужгород, Тернопіль, Донецьк, Дубно, Солотвино, Суми, Київ, Харків, Тячів, Одеса.